# Aleida Guevara March
Aleida Guevara March (castellà: Aleida Guevara)  (l'Havana, 24 de novembre de 1960) és una pediatra cubanoargentina.

## Biografia

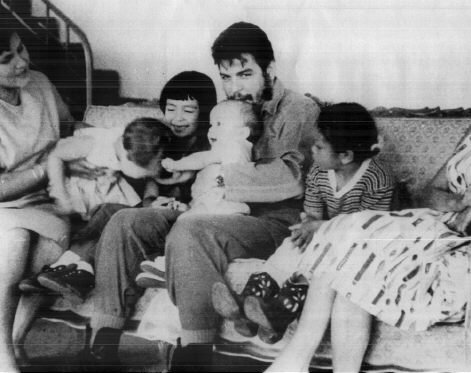
Família Guevara el 1963

És la menor de les dues filles d'Ernesto Che Guevara i de la seva segona esposa Aleida March. Ernesto Guevara va tenir una altra filla, Hilda Beatriz Guevara, nascuda el 1956, amb la seva primera esposa, Hilda Gadea.
Aleida Guevara és doctora en medicina especialitzada en pediatria. Treballa a l'Hospital William Soler de l'Havana i és col·laboradora del Centre d'Estudis Che Guevara. També ha exercit a Angola, Equador i Nicaragua. És militant del Partit Comunista de Cuba. En la pel·lícula Sicko, Michael Moore l'entrevista sobre la filosofia que sustenta el sistema de salut universal a Cuba.
Guevara és una militant dels drets humans i a favor de la reducció del deute extern per a les nacions en desenvolupament. És autora del llibre Chávez, Veneçuela i la nueva América Latina.